# باب‌تیزیا
باب‌تیزیا (نام علمی: Baptisia) نام یک سرده از تیره باقلائیان است.